# Jenny Pippal

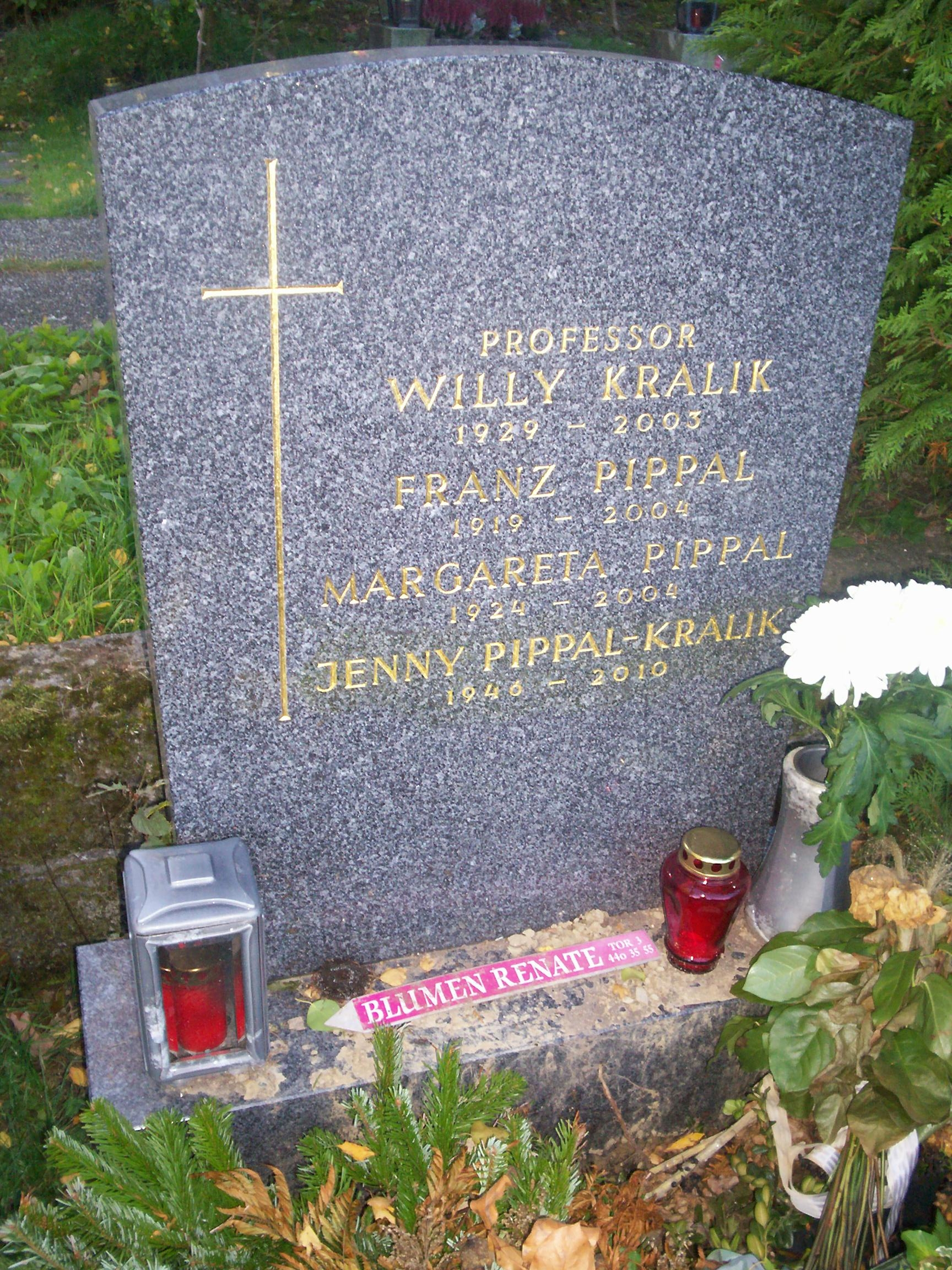
Grabstätte von Jenny Pippal und Willy Kralik

Jenny Pippal (Jenny Pippal-Kralik; eigentlich Eugenie Pippal-Kralik; * 30. November 1946 in Wien; † 24. August 2010 ebenda) war eine österreichische Fernsehansagerin, Moderatorin und Synchronsprecherin.

## Leben
Eugenie „Jenny“ Pippal-Kralik war ab 1965 beim ORF tätig und war anfangs in der Sportredaktion beschäftigt. Sie sagte das Fernsehprogramm an und war auch in der Synchronisation tätig. Außerdem moderierte sie das damalige Österreich-Bild, (die Vorgängersendung von Bundesland heute). In den Jahren 1987 bis 2002 war sie die Moderatorin der Ziehung der Lottozahlen des österreichischen Lotto 6 aus 45. Pippal war ab November 2000 Präsentatorin der ORF-Sendung Bilderbuch Österreich / Bilderbuch…
Jenny Pippal stand im Oktober 2008 in dem von Harald Buresch geschriebenen Zweipersonenstück Spinnt die Spinne mit Gefühl? mit ihm auf der Bühne. Buresch sang in dem Stück Chansons, „während Bühnenpartnerin und ORF-Legende Jenny Pippal aus ihrem Tagebuch“ gelesen hat.
Jenny Pippal war mit Willy Kralik verheiratet. Ihr Grab, in dem auch schon 2003 ihr Ehemann beerdigt wurde, befindet sich auf dem Neustifter Friedhof (Gruppe 17, Reihe 5, Nr. 31).

## Auszeichnungen
- 1991 als beliebteste Programmsprecherin den Fernsehpreis Romy

## Filmografie
- 1999: Stella di mare – Hilfe, wir erben ein Schiff!

## Veröffentlichung
- mit Gert Baumgart: Ladykiller Herzinfarkt. Michaels-Verlag, 2001, ISBN 3-901626-26-3